# Comuna Bilousove, Velîka Oleksandrivka
Bilousove (în ucraineană Білоусове) este o comună în raionul Velîka Oleksandrivka, regiunea Herson, Ucraina, formată din satele Bilousove (reședința) și Tokareve.

## Demografie
Componența lingvistică a comunei Bilousove
     Ucraineană (92,44%)
     Rusă (6,67%)
     Alte limbi (0,44%)
Conform recensământului din 2001, majoritatea populației comunei Bilousove era vorbitoare de ucraineană (92,44%), existând în minoritate și vorbitori de rusă (6,67%).